# Jeanne Tripplehorn
Jeanne Marie Tripplehorn (Tulsa, Oklahoma; 10 de junio de 1963) es una actriz estadounidense, conocida por sus roles en Basic Instinct, Big Love y Mentes criminales, entre otros.

## Primeros años
Nació en Tulsa, en el estado de Oklahoma. Estudió en la prestigiosa escuela de interpretación Juilliard School de Nueva York y decidió comenzar su carrera en su ciudad natal. Trabajó en la radio local y presentó programas en la televisión de Tulsa. 
Hija de Tom Tripplehorn, actor e integrante del grupo musical Playboys junto al guitarrista Gary Lewis, hijo a su vez del actor cómico Jerry Lewis.
Fue en 1991 cuando apareció por primera vez en una película de televisión que se emitió en todo el país. Al año siguiente ya debutó en el cine, interpretando a la compañera de Michael Douglas en el thriller Basic Instinct. Posteriormente participó en otras películas que tuvieron un considerable éxito en taquilla, como The Firm, con Tom Cruise, Waterworld, con Kevin Costner, y Mickey ojos azules, con Hugh Grant. Sin haber llegado a ser una estrella, Tripplehorn se ha convertido en una actriz sólida y fiable que siempre cumple con los personajes que interpreta. También ha seguido interviniendo con éxito en producciones para la televisión.

## Vida personal
Jeanne tuvo una relación con Ben Stiller entre 1990 y 1996. También tuvo una larga relación con el actor Leland Orser. En el 2000 se casaron y tuvieron un hijo. La abuela de Tripplehorn, Jean Neely, apareció en la película Reality Bites.

## Películas
| Año  | Título                  | Personaje                   |
| ---- | ----------------------- | --------------------------- |
| 1992 | Basic Instinct          | Dra. Beth Garner            |
| 1993 | The Night We Never Met  | Pastel                      |
| 1993 | The Firm                | Abby McDeere                |
| 1995 | Waterworld              | Helen                       |
| 1997 | 'Til There Was You      | Gwen Moss                   |
| 1997 | Office Killer           | Norah Reed                  |
| 1998 | Monument Ave.           | Annie                       |
| 1998 | Sliding Doors           | Lydia                       |
| 1998 | Very Bad Things         | Lois Berkow                 |
| 1999 | Mickey Blue Eyes        | Gina Vitale                 |
| 2000 | Steal This Movie        | Johanna Lawrenson           |
| 2000 | Timecode                | Lauren Hathaway             |
| 2000 | Paranoid                | Rachel                      |
| 2000 | Relative Values         | Miranda Frayle/ Freda Birch |
| 2002 | Swept Away              | Marina                      |
| 2005 | The Amateurs            | Thelma                      |
| 2007 | The Trap (cortometraje) | Maggie                      |
| 2008 | Winged Creatures        | Doris Hagen                 |
| 2010 | Crazy on the Outside    | Angela Papadopolous         |
| 2010 | Morning                 | Alice                       |
| 2013 | A Perfect Man           | Nina                        |
| 2017 | Little Pink House       | Charlotte Wells             |
| 2018 | We Only Know So Much    | Jean Copeland               |
| 2018 | Gloria Bell             | Fiona                       |
| 2020 | Ana                     | Pastora Hellen              |

## Televisión
| Año     | Serie o película                  | Personaje                             | Observaciones                                       |
| ------- | --------------------------------- | ------------------------------------- | --------------------------------------------------- |
| 1991    | The Perfect Tribute               | Julia                                 | Película para televisión                            |
| 1992    | The Ben Stiller Show              | The Wilson Woman / Goo                | 3 episodios                                         |
| 1996    | Mr. Show with Bob and David       | Jeepers Creepers                      | Episodio: "The Biggest Failure in Broadway History" |
| 2003    | Frasier                           | Chelsea                               | Episodio: "Trophy Girlfriend"                       |
| 2006–11 | Big Love                          | Barbara Henrickson                    | 53 episodios                                        |
| 2007    | Big Love: In the Beginning        | Barb Henrickson                       | 2 episodios: "Post-Partum", "Moving Day"            |
| 2009    | Grey Gardens                      | Jacqueline "Jackie O" Kennedy Onassis | Película para televisión                            |
| 2011    | Five                              | Pearl                                 | Película para televisión                            |
| 2012    | New Girl                          | Ouli                                  | 2 episodios: "Kids", "Tomatoes"                     |
| 2012    | Law & Order: Special Victims Unit | agente especial antiterrorismo        | Temporada 14, episodio 22: "Motivada por el veneno" |
| 2012-14 | Mentes criminales                 | Alex Blake                            | 48 episodios                                        |
| 2019    | Undone                            | Beth Hollingsworth                    | 4 episodios                                         |
| 2020    | Mrs. America                      | Eleanor Schlafly                      | Miniserie                                           |